# Yidalpta flavagalis
Yidalpta flavagalis là một loài bướm đêm trong họ Erebidae.